# Glena unipennaria
Glena unipennaria là một loài bướm đêm trong họ Geometridae.